# Tsugaru Yukitsugu
Tsugaru Yukitsugu est un nom japonais traditionnel ; le nom de famille (ou le nom d'école), Tsugaru, précède donc le prénom (ou le nom d'artiste).
Tsugaru Yukitsugu (津軽 順承, 6 février 1800-2 mars 1865) est le 2e daimyō du domaine de Kuroishi dans le nord de la province de Mutsu dans le Honshū au Japon, (moderne préfecture d'Aomori). Son titre de courtoisie est Ōsumi-no-kami.

## Biographie
Tsugaru Yukitsugu naît sous le nom de « Matsudaira Yukinori ». Il est le 5e fils de Matsudaira Nobuakira, 3e daimyō du domaine de Yoshida dans la province de Mikawa. Le 5 juin 1821, il est adopté comme héritier de Tsugaru Chikatari, 8e seigneur de Kuroishi et 1er daimyō du domaine de Kuroishi. Lorsque son père adoptif se retire, sous le nom Tsugaru Yukinori, il devient le 2e daimyō du domaine de Kuroishi de 1825 à 1839. Il est connu pour être un dirigeant intelligent et travaille à la restauration des finances du domaine au cours des crises politiques et agricoles de l'ère Tenpō. Après que le bakufu Tokugawa a contraint Tsugaru Nobuyuki, 10e seigneur du domaine de Hirosaki, à se retirer sur des allégations de mauvaise gestion, Yukinori reçoit l'ordre de changer son nom pour celui de « Tsugaru Yukisugu » et de prendre sa place en tant que 11e daimyō de Hirosaki. Il remet les rênes du domaine de Kuroishi à son frère, Tsugaru Tsuguyasu.
Tsuguyasu fait venir à lui le fameux érudit confucéen Satō Issai comme conseiller et tente de poursuivre la mise en œuvre de nombreuses réformes initiées par Tsugaru Nobuakira pour rétablir la prospérité d'un domaine sujet aux catastrophes, développe le code d'éthique de Nobuakira de cinq à trente articles dans une tentative de tenir la bride à ses vassaux indisciplinés. En plus d'étendre les terres agricoles du domaine par l'ouverture de nouvelles rizières, Tsuguyasu établit une fonderie pour la coulée de canons et essaye de moderniser l'armée et le niveau médical du domaine par l'introduction des études rangaku.
En 1859, Tsuguyasu transmet ses pouvoirs à son fils, Tsugaru Tsuguakira, et se retire pour étudier la littérature et la waka. Il décède dans la résidence du clan à Edo en 1865. Sa tombe se trouve dans le temple du clan, Jūyō-in, situé dans l'arrondissement Taitō-ku de Tokyo.

## Source de la traduction
- (en) Cet article est partiellement ou en totalité issu de l’article de Wikipédia en anglais intitulé « Tsugaru Yukitsugu » (voir la liste des auteurs).